# Quận Clinton, Missouri
Quận Clinton là một quận thuộc tiểu bang Missouri, Hoa Kỳ. Theo điều tra dân số năm 2000 của Cục điều tra dân số Hoa Kỳ, quận có dân số 18.979 người 2. Quận lỵ đóng ở Plattsburg 6

## Địa lý
Theo Cục điều tra dân số Hoa Kỳ, quận có tổng diện tích km2, trong đó có km2 là diện tích mặt nước.

### Xa lộ
- Interstate 35
- U.S. Route 69
- U.S. Route 169
- Route 33
- Route 116

### Quận giáp ranh
- Quận DeKalb (bắc)
- Quận Caldwell (đông)
- Quận Ray (đông nam)
- Quận Clay (nam)
- Quận Platte (tây nam)
- Quận Buchanan (tây)

## Thông tin nhân khẩu
Theo điều tra dân số 2 năm 2000, quận đã có dân số 18.979 người, 7.152 hộ gia đình, và 5.299 gia đình sống trong quận hạt. Mật độ dân số là 45 người trên một dặm vuông (18/km ²). Có 7.877 đơn vị nhà ở với mật độ trung bình là 19 trên một dặm vuông (7/km ²). Cơ cấu dân tộc của cư dân sinh sống ở quận này bao gồm 96,58% người da trắng, 1,52% da đen hay Mỹ gốc Phi, 0,34% người Mỹ bản xứ, 0,17% châu Á, Thái Bình Dương 0,01%, 0,27% từ các chủng tộc khác, và 1,12% từ hai hoặc nhiều chủng tộc. 1,08% dân số là người Hispanic hay Latino thuộc một chủng tộc nào.
Có 7.152 hộ, trong đó 34,90% có trẻ em dưới 18 tuổi sống chung với họ, 61,40% là đôi vợ chồng sống với nhau, 8,80% có một chủ hộ nữ và không có chồng, và 25,90% là không lập gia đình. 22,00% hộ gia đình đã được tạo ra từ các cá nhân và 10,50% có người sống một mình 65 tuổi hoặc cao tuổi hơn. Cỡ hộ trung bình là 2,59 và cỡ gia đình trung bình là 3,03.
Trong quận này cơ cấu độ tuổi dân cư bao gồm 26,80% dưới độ tuổi 18, 7,40% 18-24, 28,20% 25-44, 23,50% từ 45 đến 64, và 14,10% từ 65 tuổi trở lên. Độ tuổi trung bình là 38 năm. Đối với mỗi 100 nữ có 96,00 nam giới. Đối với mỗi 100 nữ 18 tuổi trở lên, đã có 91,60 nam giới.
Thu nhập trung bình cho một hộ gia đình trong đã đạt mức USD 41.629, và thu nhập trung bình cho một gia đình là USD 48.244. Phái nam có thu nhập trung bình USD 36.307 so với 22.991 USD của phái nữ. Thu nhập bình quân đầu người là 19.056 USD. Có 7,30% gia đình và 9,30% dân số sống dưới mức nghèo khổ, bao gồm 11,30% những người dưới 18 tuổi và 12,70% của những người 65 tuổi hoặc hơn.